# Certhiaxis cinnamomeus
El curutié colorado (Certhiaxis cinnamomeus) es una especie de ave paseriforme de la familia Furnariidae, una de las dos pertenecientes al género Certhiaxis. Es nativa de América del Sur.

## Nombres comunes
Aparte de curutié colorado (en Argentina, Paraguay y Uruguay), también se le denomina curutié rojizo (en Bolivia y Argentina), chamicero barbiamarillo o rastrojero barbiamarillo (en Colombia), cola-espina de barbilla amarilla (en Perú), coludito rojizo (en Uruguay) o güitío (o gϋaití) de agua (en Venezuela).

## Distribución y hábitat
Se distribuye ampliamente desde el norte del continente por Colombia, Venezuela, Trinidad y Tobago, Guyana, Surinam, Guayana francesa, hacia el sur por el este, centro y sur de Brasil (penetrando por el río Amazonas hasta el extremo noreste de Perú), este de Bolivia, Paraguay, noreste y este de Argentina y Uruguay.
Vive en las proximidades de ambientes acuáticos, a lo largo de las costas, en los pantanos, manglares y en bosques abiertos a la orilla o cerca de los ríos, por debajo de los 500 m de altitud.

## Descripción
Mide 14 a 15 cm de longitud y pesa en promedio 15 g. El dorso y la corona son de color castaño rojizo ferruginoso; el cuello y las partes inferiores son blancuzcas, con una pequeña mancha amarilla en el mentón.

## Alimentación
Se alimenta de insectos y sus larvas, arácnidos, lombrices y moluscos. Generalmente busca alimento en el suelo o en arbustos bajos, como máximo a 3 m de altura.

## Reproducción
Construye su nido con palitos, en horquillas o ramas laterales sobre la vegetación baja próxima a depósitos o corrientes de agua. El nido forma redondeada o de botella acostada. La hembra pone tres huevos color crema; los polluelos nacen después de 14 a 15 días de incubación y luego de 18 días más, abandonan el nido.

## Sistemática

### Descripción original
La especie C. cinnamomeus fue descrita por primera vez por el naturalista alemán Johann Friedrich Gmelin en 1788 bajo el nombre científico Certhia cinnamomea; la localidad tipo es: «sin localidad, se asume Cayena».

### Etimología
El nombre genérico masculino «Certhiaxis» es una combinación de los géneros Certhia (los trepadores del Viejo Mundo) y Synallaxis (los pijuís); y el nombre de la especie «cinnamomeus», proviene del latín moderno y significa «de color canela».

### Taxonomía
La población del noreste de Colombia (norte de Arauca) se presume que pertenezca a la subespecie marabinus, y las del oeste del río Amazonas (al este hasta el río Negro) son colocadas tentativamente en pallidus; son necesarios más estudios. La subespecie propuesta albescentior (de Carabobo) es un sinónimo de valencianus.

### Subespecies
Según las clasificaciones del Congreso Ornitológico Internacional (IOC) y Clements Checklist/eBird v.2019 se reconocen ocho subespecies, con su correspondiente distribución geográfica:

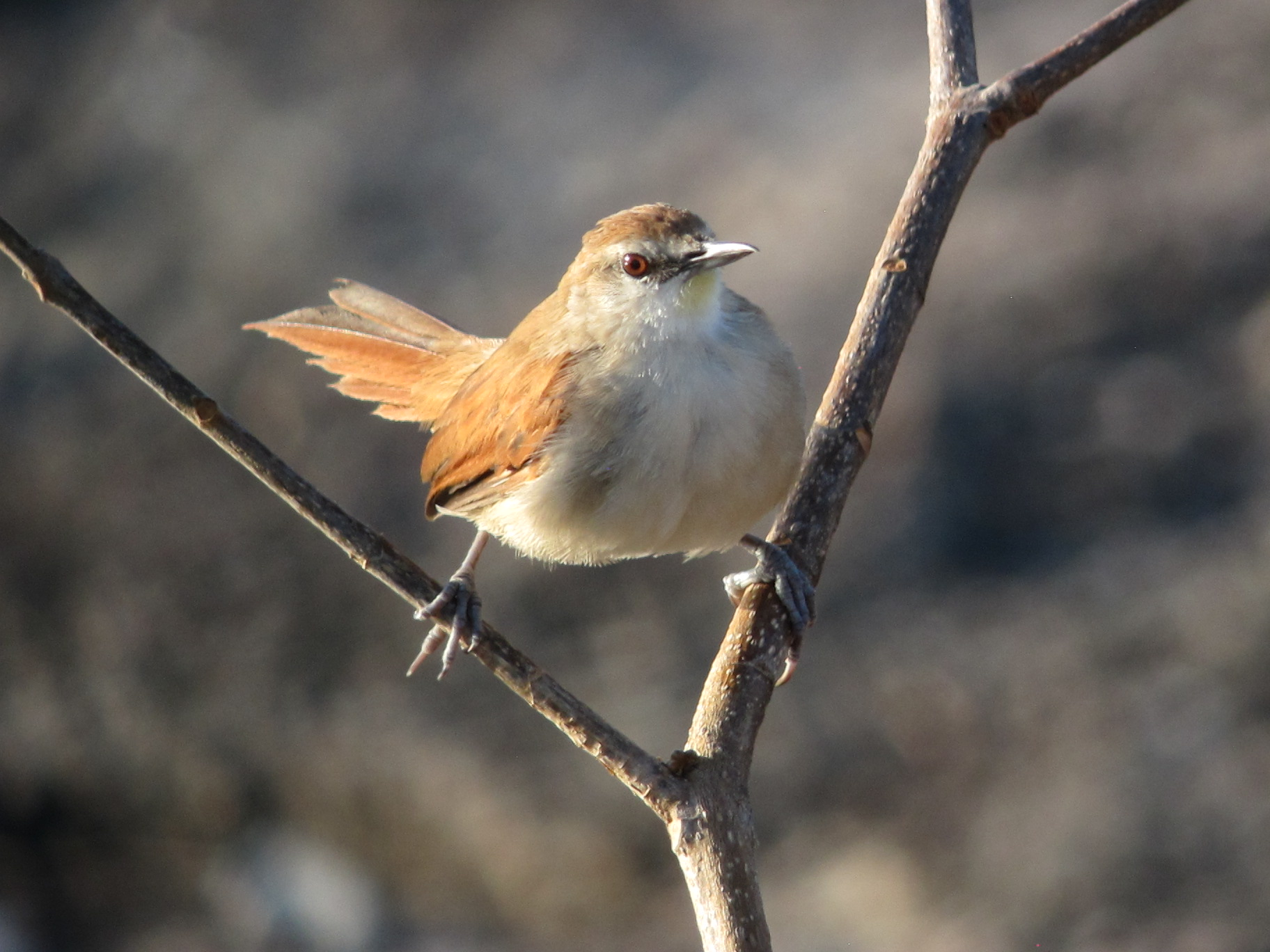
Certhiaxis cinnamomeus fuscifrons, en Vichada, Colombia.

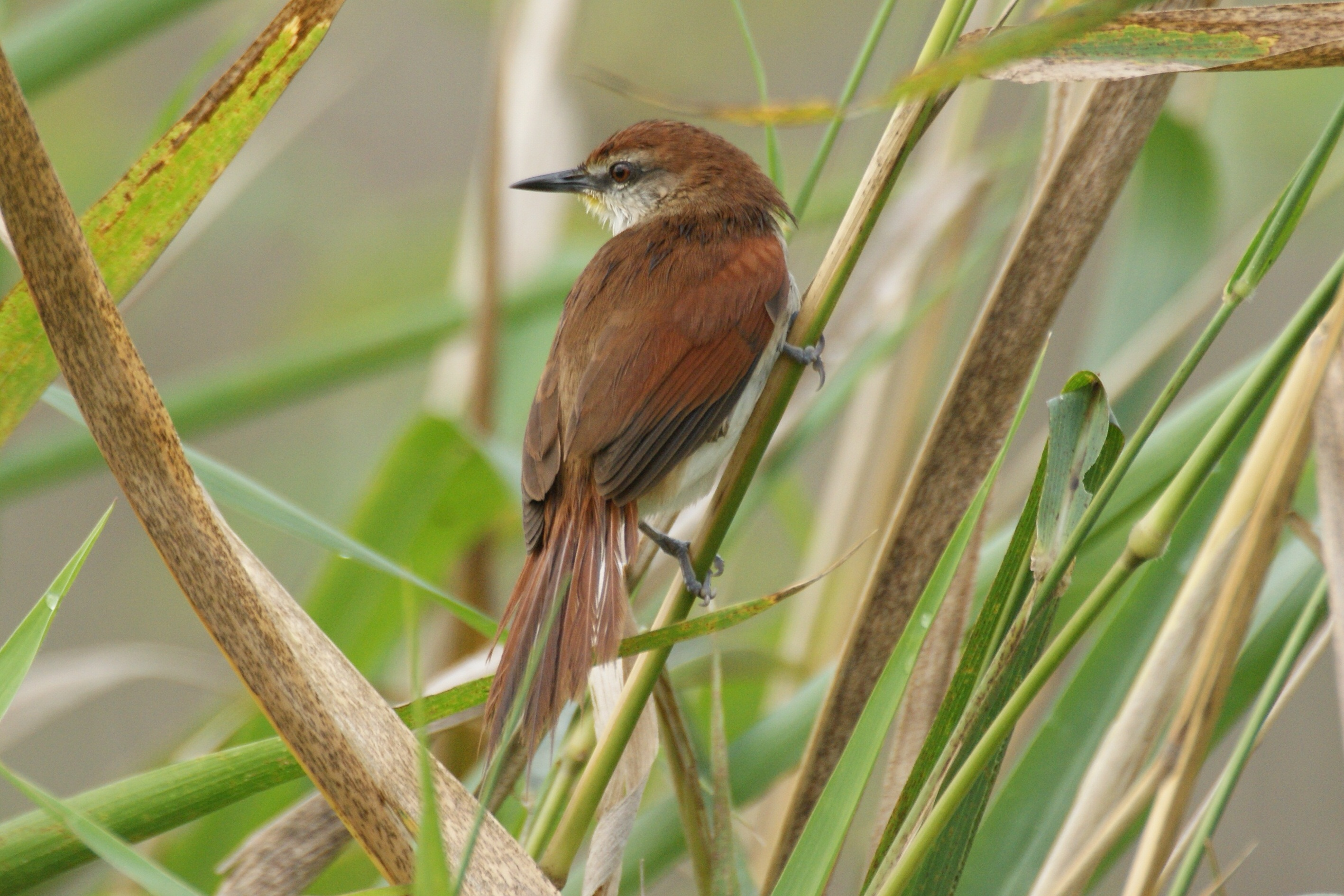
Certhiaxis cinnamomeus russeolus, en Morretes, Paraná, Brasil.

- Certhiaxis cinnamomeus fuscifrons (Madarász, 1913) – norte de Colombia (río Atrato hacia el este hasta la base de la Sierra Nevada de Santa Marta, también en el bajo valle del Cauca y en casi todo el Valle del Magdalena).
- Certhiaxis cinnamomeus marabinus Phelps, Sr & Phelps, Jr, 1946 – noreste de Colombia (norte de Arauca) y noroeste de Venezuela (Zulia al oeste del lago Maracaibo, y oeste de Trujillo, oeste de Mérida y noroeste de Táchira).
- Certhiaxis cinnamomeus valencianus J.T. Zimmer & Phelps, Sr, 1944 – centro oeste de Venezuela (Lara, Portuguesa y Barinas hacia el este hasta Aragua y Guárico).
- Certhiaxis cinnamomeus orenocensis J.T. Zimmer, 1935 – bajo valle del Orinoco en Venezuela (sur de Apure, sureste de Guárico, norte de Amazonas, y norte de Bolívar al este hasta el sur de Sucre y Delta Amacuro).
- Certhiaxis cinnamomeus cinnamomeus (J.F. Gmelin, 1788) – Trinidad, noreste de Venezuela (norte de Sucre, norte de Anzoátegui), las Guayanas y noreste de Brasil (Pará al este hasta el norte de Maranhão).
- Certhiaxis cinnamomeus pallidus J.T. Zimmer, 1935 – extremo sureste de Colombia (sureste de Amazonas) y oeste y centro de la Amazonia brasileña (hacia el este, incluyendo los bajos ríos Negro y Purus, hasta el bajo río Tocantins).
- Certhiaxis cinnamomeus cearensis (Cory, 1916) – este de Brasil (sur de Maranhão, Ceará, Piauí, Pernambuco, norte de Bahia).
- Certhiaxis cinnamomeus russeolus (Vieillot, 1817) – este de Bolivia (al sur desde Pando), suroeste y sur de Brasil (centro de Mato Grosso al este hasta el sur de Bahia, y hacia el sur hasta Rio Grande do Sul), Paraguay, norte de Argentina (al sur hasta Salta, noreste de Córdoba y norte de Buenos Aires) y Uruguay.